# Leutwil
Leutwil é uma comuna da Suíça, no Cantão Argóvia, com cerca de 702 habitantes. Estende-se por uma área de 3,75 km², de densidade populacional de 187 hab/km². Confina com as seguintes comunas: Birrwil, Boniswil, Dürrenäsch, Hallwil, Zetzwil.
A língua oficial nesta comuna é o Alemão.